# Bernhard Schopmeyer
Bernhard Johannes Schopmeyer (* 2. September 1900 in Hagen am Teutoburger Wald; † 23. Juni 1945 in Osnabrück) war ein deutscher Politiker der Zentrumspartei.

## Leben
Nach einer Lehre als Zimmermann und dem Eintritt in den katholischen Jugendverein in Hagen war Schopmeyer ab 1926 als Arbeitersekretär für die Katholische Arbeiter-Bewegung (KAB) in Osnabrück tätig. Er war ab 1928 Bürgervorsteher für die Zentrumspartei in Osnabrück und ab 1929 Mitglied der Osnabrücker Stadtverordnetenversammlung. 1933 war er als Mitglied der parlamentarischen Arbeitsgemeinschaft, einer Fraktion aus NSDAP, Zentrumspartei und DHP, Abgeordneter im Provinziallandtag von Hannover.
Schopmeyer wurde 1939 zur Wehrmacht eingezogen und diente ab 1940 als Soldat in einem Artillerieregiment. Während eines Heimaturlaubes 1944 entging er einer Verhaftung durch die Gestapo. Noch während des Zweiten Weltkriegs erarbeitete er mit anderen ein Programm, das für die Nachkriegszeit unter anderem die Entfernung nationalsozialistischer Funktionäre aus allen öffentlichen Ämtern und ihre angemessene Bestrafung forderte.
Nach dem Kriegsende setzte Schopmeyer die Arbeit in der Männerseelsorge fort und beteiligte sich an den Vorgesprächen zur Gründung der CDU Osnabrück.
Bernhard Schopmeyer wurde am 23. Juni 1945 unter bis heute ungeklärten Umständen im Osnabrücker Bürgerpark hinterrücks erschossen.
1975 wurde per Ratsbeschluss der Gemeinde Hagen am Teutoburger Wald ein vorhandener Straßenabschnitt in Schopmeyerstraße umbenannt. Auch in Osnabrück und Wallenhorst sind Straßen nach Bernhard Schopmeyer benannt. Zudem wurde 2020 das Haus der Wohnungslosenhilfe des Sozialdienstes katholischer Männer in Osnabrück nach Bernhard Schopmeyer benannt.